# Гутурама панамська
Гутура́ма панамська (Euphonia luteicapilla) — вид горобцеподібних птахів родини в'юркових (Fringillidae). Мешкає в Центральній Америці.

## Опис
Довжина птаха становить 9 см, вага 11,4-14,6 г. Виду притаманний статевий диморфізм. У самців голова, спина, груди, крила і хвіт синювато-чорні з фіолетовим металевим відблиском. Живіт і боки золотисто-жовті, на лобі і тімені золотисто-жовта пляма. У самиць верхня частина тіла оливково-зелена, крила і хвіст чоють чорнуваті края, нижня частина тіла охриста, обличчя, груди і живіт мають жовтуватий відтінок. Очі темно-карі, дзьоб і лапи чорні.

## Поширення і екологія
Панамські гутурами мешкають в Нікарагуа, Коста-Риці і Панамі. Вони живуть у вологих і сухих чагарникових заростях і рідколіссях, на узліссях і галяавинах тропічних лісів, на полях і плантаціях, в парках і садах. Зустрічаються поодинці, парами або невеликими зграйками, на висоті до 900 м над рівнем моря. Живляться переважно ягодами омели, а також іншими ягодами і плодами, доповнюють свій раціон дрібними комахами та іншими безхребетними. 
Сезон розмноження триває з січня по липень. Гніздо кулеподібне, будується самицею і самцем. Воно складається з зовнішньої частини, сплетеної з гілочок і рослинних волокон та внутрішної, встеленої пухом або іншим м'яким матеріалом, розміщується на висоті від 1,5 до 12 м над землею. В кладці від 2 до 4 яєць. Інкубаційний період триває приблизно 2 тижні. Пташенята покидають гніздо через 3 тижні після вилуплення, однак батьки продовжують піклуватися про них ще деякий час. Насиджує лише самиця, за пташенятами доглядають і самиці, і самці.